# ميتشيه توميزاوا
ميتشيه توميزاوا (富沢美智恵 توميزاوا ميتشيه) (إسمها الحقيقي ميتشيه إيتو (伊藤美智江 إيتو ميتشيه)) هي ممثلة يابانية ولدت في 20 أكتوبر 1961 في تاكاساكي، غونما.

## أدوارها في الأنمي

### مسلسلات أنمي تلفزيونية
- سيلور مون - ريه هينو/سيلور مارس
- حرب ساكورا - سوميري كانزاكي
- كيماغوري أورينج رود - مانامي كاسوغا
- غوست سويبر ميكامي - إمي أوغاساوارا
- بلاك لاغون - روبرتا
- ون بيس - لاكي
- الإكسورسيست الأزرق - ديكالفر
- بيكوريمان - فينوس شيرايوكي

### أوفا أنمي
- فامباير هنتر دي - دوريس

### أفلام أنمي
- حروب ساكورا: الفيلم - سوميري كانزاكي

## أدوارها في ألعاب الفيديو
- سلسلة ألعاب حرب ساكورا - سوميري كانزاكي

## وصلات خارجية
- ميتشيه توميزاوا على موقع IMDb (الإنجليزية)
- ميتشيه توميزاوا على موقع ميوزك برينز (الإنجليزية)
- ميتشيه توميزاوا على موقع ديسكوغز (الإنجليزية)
- ميتشيه توميزاوا على موقع قاعدة بيانات الفيلم (الإنجليزية)
- ميتشيه توميزاوا على موقع ANN person (الإنجليزية)